# Isla Vieques
La Isla de Vieques, más comúnmente conocida como Vieques, es una isla-municipio del mar Caribe que forma parte del archipiélago del Estado Libre Asociado de Puerto Rico, en el noreste del Caribe, que forma parte de un conjunto de islas conocido a veces como las Islas Vírgenes Españolas.  La isla está localizada a diez kilómetros al sureste de Puerto Rico (isla principal) y a catorce al sur de la isla-municipio de Culebra. Vieques es parte del estado libre asociado de Puerto Rico.

«La Isla Madre, la isla encinta partió en el mar su dolor; La Isla Madre abrió su entraña y la Isla Nena nació.

La Isla Nena, llamada así por el poeta puertorriqueño Luis Llorens Torres, conjuga belleza e historia en un territorio de 33 kilómetros de largo por 7,2 de ancho.
La palabra Vieques deriva del taíno y significa 'tierra pequeña'. Para otros autores, proviene de Bieque, cacique taíno que habitaba la isla. Los colonos ingleses de las islas vecinas llamaban a Vieques Crab Island por la abundancia de cangrejos. Sin embargo, Vieques apareció por primera vez en los mapas en 1527 con su nombre actual. En la realidad, no hay consenso sobre el origen del nombre, ciertamente taíno.
Domina el paisaje el Monte del Pirata (301 m), al oeste, y el Cerro Matías (138 m), al este. Rodeando las montañas centrales, pueblan la costa extensas lagunas y pantanos de mangle, así como arrecifes de coral.

## Historia

Mapa de la isla Vieques.

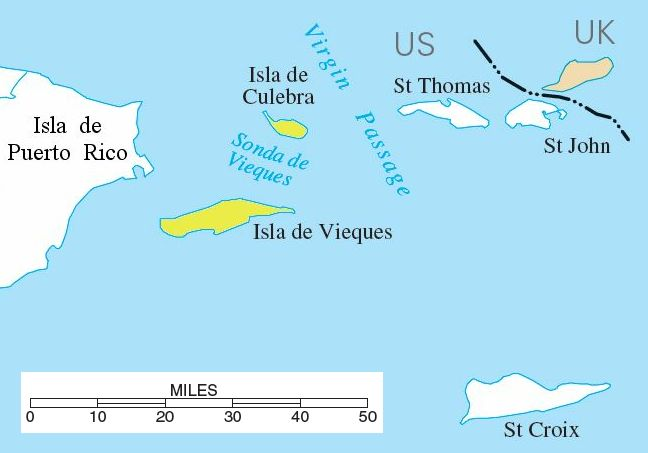
Ubicación de las Islas Vírgenes Españolas (en amarillo) entre la Isla grande de Puerto Rico (izquierda) y Saint Thomas, Islas Vírgenes de los Estados Unidos

Los primeros pobladores de la isla fueron los taínos. Los primeros colonos en llegar fueron franceses, pero el rey de España consideraba Vieques como parte de sus dominios, por lo que los franceses fueron expulsados (1647). 
Posteriormente llegaron los ingleses, quienes construyeron un fuerte; pero en 1718 estos también fueron expulsados de la isla. España ordenó la construcción de un fortín para proteger el territorio ante las reclamaciones de otras naciones europeas. En 1843, se fundó el pueblo de Isabel II (actual barrio capital de Vieques).
Al término de la guerra hispano-estadounidense (1898), en virtud del tratado de París, Vieques pasó a manos de los norteamericanos y hasta 1952 no formó parte del Estado Libre Asociado de Puerto Rico.

## Lenguas

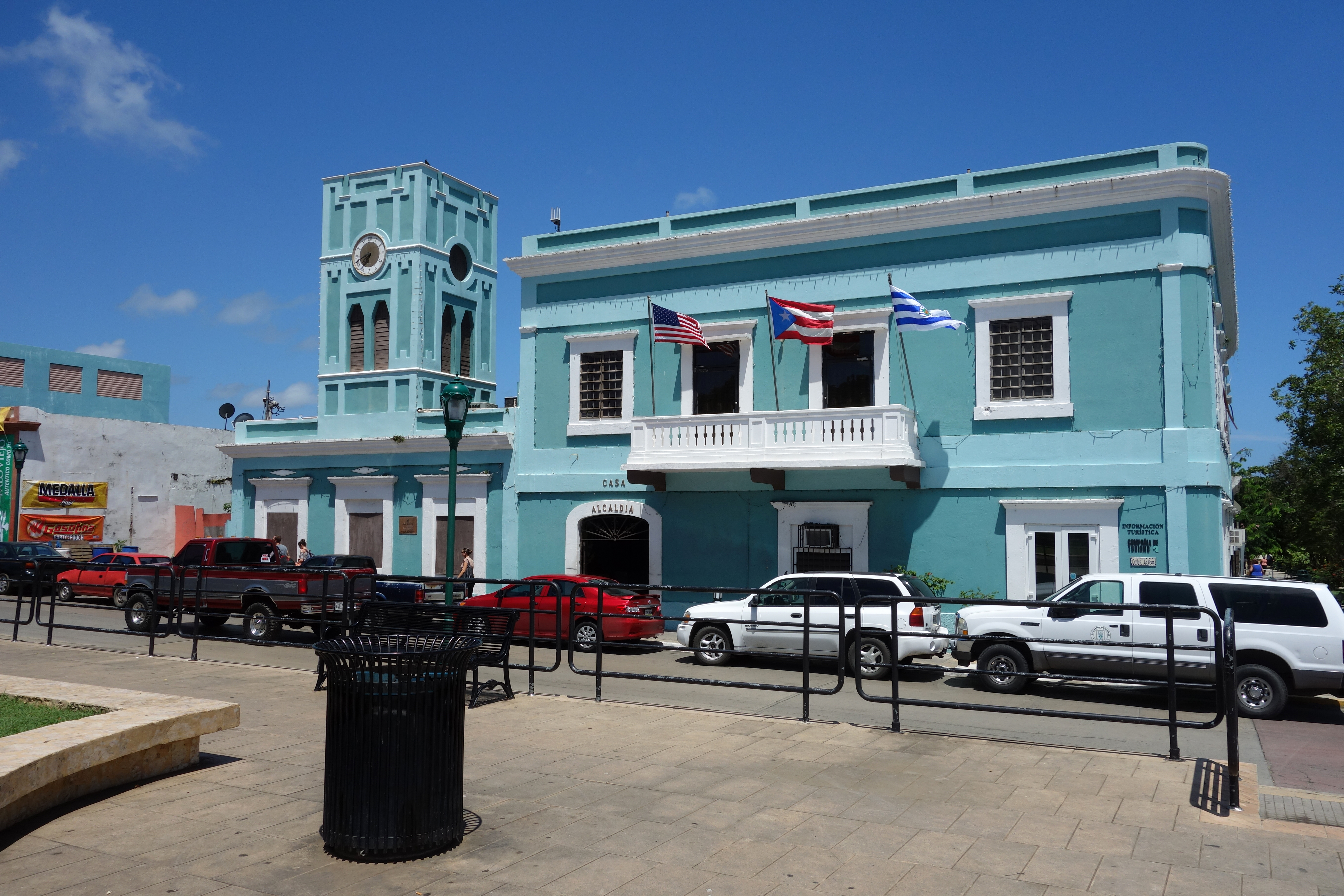
Casa Alcaldía de Vieques, en Isabel Segunda

Como consecuencia de esta larga relación política con España, el idioma español es la lengua predominante de las islas. No obstante, el inglés también es un idioma cooficial en todo Puerto Rico.

### La Marina en Vieques
La marina estadounidense practicaba maniobras militares en Vieques. Luego de que un guardia de seguridad llamado David Sanes muriese por culpa de una bomba de la marina la gente hizo una lucha social para expulsar a la marina de Vieques. El 1.º de mayo de 2003 por causa de las manifestaciones el ese entonces presidente de los Estados Unidos  George Walker Bush en acuerdo con la en ese entonces gobernadora Sila Maria Calderon ordenó que la marina saliese de Vieques. 
Sin embargo el gobierno federal estadounidense aseguró su hegemonía en la isla traspasando el poder y control de todo el vasto territorio (66 % de la isla) al Servicio de Pesca y Vida Silvestre hasta el día de hoy.

## Geografía

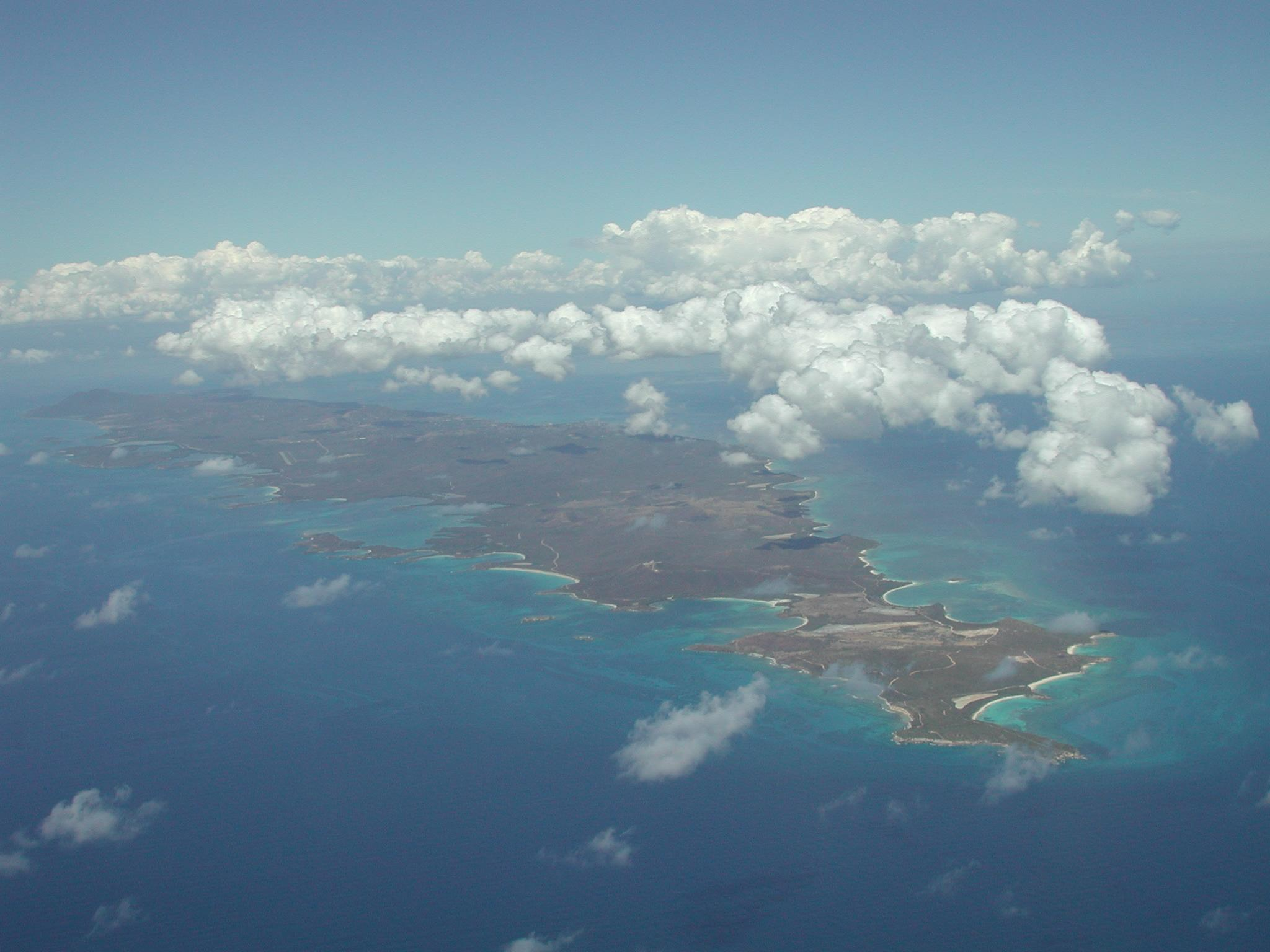
Vieques vista desde el aire

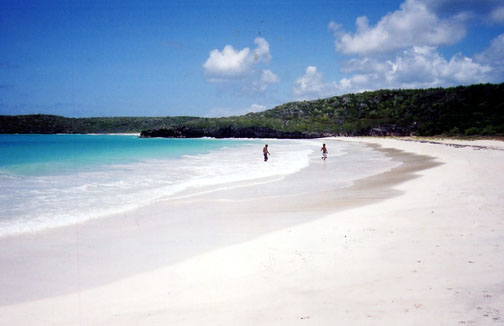
Bahía del Corcho (Cork Bay), or Playa Caracas (Caracas Beach), also called Red Beach, a name given to the beach by the U.S. Navy and used mostly by English speakers

Vieques mide cerca de 34 kilómetros (21 millas) de este a oeste, y 6 kilómetros (4 millas) de norte a sur. Tiene una superficie de 348.15 kilómetros cuadrados (134.42 millas cuadradas) y se encuentra a unos 13 kilómetros (8 millas) al este de Puerto Rico. Al norte de Vieques está el océano Atlántico, y al sur el mar Caribe. 

Playa en la isla Vieques

La isla de Culebra está a unos 16 kilómetros (10 millas) al norte de Vieques, y las Islas Vírgenes de EE. UU. se encuentran al este. Vieques y Culebra, junto con varios pequeños islotes, componen las llamadas Islas Vírgenes Españolas, a veces conocidas como las «Islas del Pasaje».